# Campionato Piauiense 2024
Il Campionato Piauiense 2024 è stata l'84ª edizione della massima serie del campionato piauiense. La stagione è iniziata il 13 gennaio 2024 e si è conclusa il 6 aprile successivo.

## Stagione

### Novità
Al termine della stagione 2023, sono retrocesse in Segunda Divisão Comercial-PI e Ferroviario-PI. Dalla seconda divisione, invece, sono state promosse Oeirense e Picos.

### Formato
Le otto squadre si affrontano in una prima fase, consistente in due gironi da quattro squadre. Tutte e otto le squadre, a prescindere dal piazzamento finale, accedono alla seconda fase, dove si affrontano in un turno di andata e ritorno col seguente criterio: la prima contro la quarta e la seconda contro la terza del girone opposto a quello di appartenenza. Questi doppi confronti, oltre ai punti della prima fase, determineranno la classifica generale. Le prime quattro classificate di tale graduatoria, accedono alla fase finale che determinerà la vincitrice del torneo. Le ultime due classificate, retrocedono in Segunda Divisão.
La formazione vincitrice, potrà partecipare alla Série D 2025, alla Coppa del Brasile 2025 e alla Copa do Nordeste 2025. La formazione vice-campione, solo alla Série D e alla Coppa del Brasile. Nel caso le prime due classificate siano già qualificate alla Série D, l'accesso alla quarta serie andrà a scalare.

## Risultati

### Prima fase
Gruppo A
|  | Pos. | Squadra    | Pt | G | V | N | P | GF | GS | DR |
|  | ---- | ---------- | -- | - | - | - | - | -- | -- | -- |
|  | 1.   | River      | 13 | 6 | 4 | 1 | 1 | 10 | 4  | +6 |
|  | 2.   | Altos      | 11 | 6 | 3 | 2 | 1 | 7  | 6  | +1 |
|  | 3.   | 4 de Julho | 7  | 6 | 2 | 1 | 3 | 6  | 7  | -1 |
|  | 4.   | Picos      | 2  | 6 | 0 | 2 | 4 | 5  | 11 | -6 |

Note:
Tre punti a vittoria, uno a pareggio, zero a sconfitta.
Gruppo B
|  | Pos. | Squadra       | Pt | G | V | N | P | GF | GS | DR  |
|  | ---- | ------------- | -- | - | - | - | - | -- | -- | --- |
|  | 1.   | Oeirense      | 13 | 6 | 4 | 1 | 1 | 6  | 2  | +4  |
|  | 2.   | Parnahyba     | 11 | 6 | 3 | 2 | 1 | 7  | 3  | +4  |
|  | 3.   | Fluminense-PI | 8  | 6 | 2 | 2 | 2 | 8  | 5  | +3  |
|  | 4.   | Cori-Sabbá    | 1  | 6 | 0 | 1 | 5 | 2  | 13 | -11 |

Note:
Tre punti a vittoria, uno a pareggio, zero a sconfitta.

### Seconda fase
| Squadra 1     | Totale | Squadra 2 | Andata | Ritorno |
| ------------- | ------ | --------- | ------ | ------- |
| Cori-Sabbá    | 2 – 7  | River     | 1 – 2  | 1 – 5   |
| Picos         | 2 – 7  | Oeirense  | 1 – 3  | 1 – 4   |
| Fluminense-PI | 1 – 5  | River     | 0 – 3  | 1 – 2   |
| 4 de Julho    | 1 – 3  | Parnahyba | 0 – 0  | 1 – 3   |

### Classifica generale
|  | Pos. | Squadra       | Pt | G | V | N | P | GF | GS | DR  |
|  | ---- | ------------- | -- | - | - | - | - | -- | -- | --- |
|  | 1.   | River         | 19 | 8 | 6 | 1 | 1 | 17 | 6  | +11 |
|  | 2.   | Oeirense      | 19 | 8 | 6 | 1 | 1 | 13 | 4  | +9  |
|  | 3.   | Altos         | 17 | 8 | 5 | 2 | 1 | 12 | 7  | +5  |
|  | 4.   | Parnahyba     | 15 | 8 | 4 | 3 | 1 | 10 | 4  | +6  |
|  | 5.   | Fluminense-PI | 8  | 8 | 2 | 2 | 4 | 9  | 10 | -1  |
|  | 6.   | 4 de Julho    | 8  | 8 | 2 | 2 | 4 | 7  | 10 | -3  |
|  | 7.   | Picos         | 2  | 8 | 0 | 2 | 6 | 7  | 18 | -11 |
|  | 8.   | Cori-Sabbá    | 1  | 8 | 0 | 1 | 7 | 4  | 20 | -16 |

Legenda:
      Ammessa alla fase finale.
      Retrocesse in Segunda Divisão 2025.
Note:
Tre punti a vittoria, uno a pareggio, zero a sconfitta.

### Fase finale
|  | Semifinali | Semifinali      | Semifinali | Semifinali | Semifinali |  |  | Finale | Finale      | Finale | Finale | Finale |  |
|  |            |                 |            |            |            |  |  |        |             |        |        |        |  |
|  | 4          | Parnahyba (dtr) | 1          | 1          | 2 (4)      |  |  |        |             |        |        |        |  |
|  | 1          | River           | 1          | 1          | 2 (3)      |  |  | 4      | Parnahyba   | 1      | 0      | 0 (3)  |  |
|  | 3          | Altos (dtr)     | 0          | 0          | 0 (7)      |  |  | 3      | Altos (dtr) | 1      | 0      | 0 (4)  |  |
|  | 2          | Oeirense        | 0          | 0          | 0 (6)      |  |  |        |             |        |        |        |  |